# Campeonato Paranaense Segunda Divisão 2018
In 2018 werd het 54ste Campeonato Paranaense Segunda Divisão gespeeld voor voetbalclubs uit de Braziliaanse staat Paraná. De competitie werd georganiseerd door de FPF en werd gespeeld van 10 februari tot 16 mei. Operário Ferroviário werd kampioen. 

## Eerste fase
| Plaats | Clu                  | Wed. | W | G | V | Saldo | Ptn. |
| ------ | -------------------- | ---- | - | - | - | ----- | ---- |
| 1.     | Operário Ferroviário | 9    | 8 | 1 | 0 | 26:5  | 25   |
| 2.     | Independente         | 9    | 5 | 3 | 1 | 14:7  | 18   |
| 3.     | Paranavaí            | 9    | 5 | 1 | 3 | 11:7  | 16   |
| 4.     | PSTC                 | 9    | 4 | 4 | 1 | 17:8  | 16   |
| 5.     | Batel                | 9    | 3 | 2 | 4 | 12:11 | 11   |
| 6.     | Cascavel CR          | 9    | 3 | 2 | 4 | 11:14 | 11   |
| 7.     | Rolândia             | 9    | 2 | 4 | 3 | 13:16 | 10   |
| 8.     | Iraty                | 9    | 2 | 3 | 4 | 15:17 | 9    |
| 9.     | Andraus              | 9    | 2 | 1 | 6 | 12:17 | 7    |
| 10.    | Portuguesa (1)       | 9    | 0 | 1 | 8 | 4:33  | -5   |

 (1): Portuguesa kreeg zes strafpunten voor het opstellen van een niet-speelgerechtigde speler.
|  | Geplaatst voor tweede fase       |
|  | Degradatie naar Terceira Divisão |

## Tweede fase

### Groep 1
| Plaats | Clu                  | Wed. | W | G | V | Saldo | Ptn. |
| ------ | -------------------- | ---- | - | - | - | ----- | ---- |
| 1.     | Operário Ferroviário | 6    | 5 | 1 | 0 | 15:3  | 16   |
| 2.     | PSTC                 | 6    | 3 | 1 | 2 | 9:8   | 10   |
| 3.     | Iraty                | 6    | 1 | 1 | 4 | 2:11  | 4    |
| 4.     | Batel                | 6    | 0 | 3 | 3 | 4:8   | 3    |

|  | Geplaatst voor finale en promotie naar Campeonato Paranaense 2019 |

### Groep 2
| Plaats | Clu          | Wed. | W | G | V | Saldo | Ptn. |
| ------ | ------------ | ---- | - | - | - | ----- | ---- |
| 1.     | Cascavel CR  | 6    | 4 | 1 | 1 | 8:6   | 13   |
| 2.     | Independente | 6    | 3 | 1 | 2 | 9:5   | 10   |
| 3.     | Paranavaí    | 6    | 1 | 2 | 3 | 9:9   | 5    |
| 4.     | Rolândia     | 6    | 1 | 2 | 3 | 4:10  | 5    |

|  | Geplaatst voor finale en promotie naar Campeonato Paranaense 2019 |

## Finale
|             |             |       |                       | |
| 9 mei 20:15 | Cascavel CR | 1 – 2 | Operário Ferroviário  | [[[Estádio Olímpico Regional Arnaldo Busatto\|Estádio Olímpico Regional]], Cascavel Toeschouwers: 202 |
| 9 mei 20:15 | Louback 88' |       | 38' Pedrinho 54' Yuri | [[[Estádio Olímpico Regional Arnaldo Busatto\|Estádio Olímpico Regional]], Cascavel Toeschouwers: 202 |

| Cascavel CR | Operário-PR |

|              |                                                                              |       |             |                                                          |
| 16 mei 20:15 | Operário Ferroviário                                                         | 7 – 0 | Cascavel CR | Estádio Germano Krüger, Ponta Grossa Toeschouwers: 4.588 |
| 16 mei 20:15 | Alisson 15' Lucas Batatinha 25', 27', 45+1' Erick 69' Pedrinho 72' Dione 82' |       |             | Estádio Germano Krüger, Ponta Grossa Toeschouwers: 4.588 |

| Operário-PR | Cascavel CR |

## Kampioen
| Campeonato Paranaense Segunda Divisão 2018 |
| Paraná                                     |
| ------------------------------------------ |
| OPERÁRIO FERROVIÁRIO Kampioen (2° titel)   |